# سميل
سُمّيل (بالكردية: سێمێل، Sêmêl‏)(بالسريانية: ܣܡܠܐ)‏ هي بلدة عراقية ومركز قضاء تقع في محافظة دهوك في إقليم كردستان العراق. تقع البلدة على الطريق الرئيسي الذي يربط إقليم كردستان بتركيا وعلى بعد 14 كم (8.7 ميل) غرب مدينة دهوك.

## التسمية
ذكر ياقوت الحموي البلدة تحت تسمية سمويل، ويعتقد أنها تحريف لكلمة سمّالا (ܣܡܠܐ) السريانية بمعنى اليسار (شمال) وهناك من يرى أن أصل التسمية تعود إلى لفظة شمع إيل (ܫܡܥ ܐܝܠ) أي «أسمع يا رب». وهناك من يرجيء التسمية إلى اللغة الكردية[بحاجة لمصدر]، فتتكون التسمية من مقطعين (سى) بمعنى ثلاث و (مل) الرابية أي الروابي الثلاث. وهنالك رأي ثاني يقول بأن التسمية جاءت من (سى) أي ثلاث و (مال) بمعنى البيت أي (البيوت الثلاثة)[بحاجة لمصدر].

## التاريخ
لا يعرف بالضبط تاريخ بناء القرية إلا أنها كانت تقع في منطقة إستراتيجية في ممر ضيق بين جبلين ما دعا الأكديين إلى استيطان تلك المنطقة.
وقد أصبحت قرية مسيحية منذ القرن الثاني ومن ثم تحولت إلى المذهب النسطوري بعد ذلك. واشتهرت البلدة بوجود عدة مخطوطات سريانية تاريخية منسوخة بها. وجاء ذكرها في العصور الحديثة عندما وقعت فيها مواجهة بين القادين الكرديين بهرام باشا وسعيد بك. وفي عام 1787 قام نمربن سمواغا أمير عشيرة الدنادية اليزيدية من اغتيال عبد الباقي الجليلي والي الموصل واخيه واثنين من أولاده أثناء زيارته للبلدة. وقد قويت شوكة إمارة اليزيديين في تلك الأنحاء فقاموا بطرد المسيحيين فيها إلى ألقوش وتللسقف واستوطنوا بها حوالي عام 1800. غير أنه هؤولاء تعرض لمذبحة على يد أمير راوندوز محمد باشا سنة 1837. كما استوطنت بها عوائل عربية لاحقاً. أسس فيها العثمانيون مخفرا للجندرمة وتلالا للمراقبة في اواخر عهدهم، وأصبحت سميل مركزا لتجميع الأرمن خلال المذابح الأرمنية وفي عقد العشرينات استوطن البلدة الآشوريون الذين نزحوا من جبال حكاري إثر الفرار من مذابح سيفو غير أنهم تعرضوا يوم 11 آب 1933 لمجزرة وإبادة جماعية تسمى مذبحة سميل على يد الجيش العراقي بقيادة بكر صدقي.

## السكان
معظم سكان البلدة من الكرد الذين ينتمون إلى عشائر كوجر وسليفاني وهسني. كما يسكنها الآشوريون والعرب.